# Комарек, Станислав
Станислав Комарек (род. 6 августа 1958, город Йиндржихув Градец, Чехословакия) — чешский биолог и антрополог, философ, писатель и поэт. Профессор по специальности «философия и история естественных наук». Автор более 20 научных и научно-популярных книг.

## Сочинения

### Переведенные и изданные в Украине
- Европа на развилке
- Мужчина как эволюционная инновация?